# Adenophora abapodemae
Adenophora abapodemae är en tvåvingeart som beskrevs av Ronald Henry Lambert Disney 1997. Adenophora abapodemae ingår i släktet Adenophora och familjen puckelflugor. Inga underarter finns listade i Catalogue of Life.